# Проект Венера
«Прое́кт Вене́ра» (англ. The Venus Project) — некоммерческая международная неправительственная организация, созданная Жаком Фреско вместе с Роксаной Медоуз и занимающаяся реализацией проекта, направленного на достижение мирной, устойчивой, постоянно и стабильно развивающейся глобальной цивилизации, через переход ко всемирной ресурсо-ориентированной экономике, всеобщей автоматизации, внедрению всех последних научных достижений во все области жизни человека и применению научной методологии принятия решений.
Исследовательский центр проекта находится на территории в 21,5 акров (≈ 0,087 км²) в городе Винус, штат Флорида, США. Название проекту было дано по англоязычному названию города, которое в переводе на русский язык означает «Венера».

## История

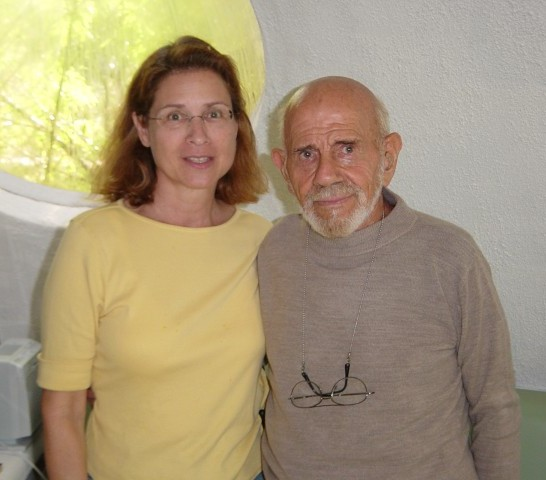
Роксана Медоуз и Жак Фреско

Жак Фреско разрабатывал «Проект Венера» на протяжении практически всей своей жизни — с начала Великой депрессии в США. По рассказу Фреско, в 1975 году он учредил проект «Социокиберинженерия» (англ. Sociocyberneering, Inc.), который в 1994 году эволюционировал в «Проект Венера».
На сегодня идеи проекта изложены в нескольких книгах («Проектирование будущего», «Всё лучшее, что не купишь за деньги» и тому подобные), документальных фильмах («Добро пожаловать в будущее», «Соединённые города» производства BBC, «Рай или забвение», «Выбор за нами») и многочисленных интервью (одно из самых известных — интервью с Ларри Кингом в 1974 году). Некоторые идеи визуально представлены в кинофильмах «Морские города» (англ. Cities in the Sea) и «Самовозводящиеся структуры» (англ. Self-Erecting Structures).
Во многих странах были созданы локальные общественные отделения, которые курируются, поддерживаются и развиваются активистами «Проекта Венера». На территории стран СНГ локальная общественная организация получила название «Проектирование будущего». Помимо этого, в поддержку проекта действует международная лингвистическая команда, добровольно занимающаяся переводом и корректурой материалов на максимально возможное количество языков.
На официальном веб-сайте организации посетитель может бесплатно загрузить множество материалов: электронные книги, кинофильмы, записи интервью, брошюры, постеры, флаеры и т. п., которые распространяются по лицензии CC BY-NC-ND, что допускает свободное распространение данных файлов; ознакомиться со списком рекомендуемой литературы, составленным из произведений сторонних авторов, которой призван помочь понять некоторые аспекты, предлагаемые «Проектом Венера» — например, касающиеся общей семантики; посмотреть ответы на самые часто задаваемые вопросы, в том числе и на тему сравнения решений данного проекта и решений других авторов или общественных объединений.
На предложения опубликовать чертежи конкретных технологий, которые, по утверждению Жака Фреско, уже разработаны в рамках «Проекта Венера», он отвечал отказом, мотивируя его потенциальной возможностью коммерциализации, так как, по его мнению, показатель удобства проживания в предлагаемых городах будет необычайно высоким, и в современной денежной системе это приведёт к высокой стоимости аренды.

Нам сложно отвечать на вопросы по поводу дизайнерских наработок, про солнечные панели или транспорт будущего — это вопросы из системы свободного предпринимательства. Мы не делимся с ними деталями, так как люди могут злоупотребить ими или снять патент — тогда они присвоят наш проект и мы не сможем ничего построить. Поэтому мы делимся общими макетами без деталей.— Роксана Медоуз

## Основные положения
Жак Фреско считал, что «Проект Венера» является целостной социально-экономической системой, в которой автоматизация и технологии будут разумно интегрированы во все общественные сферы с целью повышения уровня жизни, а не получения прибыли, в отличие от современной системы. Прибыль должна прекратить играть роль критерия при выборе решений. Также, исходя из того, что человек является частью окружающей среды, предлагается новая система ценностей человеческого существования (в соответствии с несущей способностью Земли), которая бы заботилась об окружающей среде и о всех людях, а также соответствовала бы природе человеческих потребностей. Фреско считал эти идеи вполне реализуемыми и практичными.
Придерживаясь интегрального подхода к проблемам, Фреско считает, что реализация целей и предложений в локальном, а не в общемировом масштабе приведёт человечество лишь к повторению ранее совершённых ошибок.
Предполагается, что реализация проекта даст обществу широкий выбор возможностей, которые приведут к новой эпохе мира и устойчивого развития. Внедрение ресурсо-ориентированной экономики, направленной на благо всего человечества, должно искоренить преступность, нищету, голод, решить проблемы бездомных и множество других злободневных вопросов, которые сегодня актуальны во всем мире.
Большинство человеческих проблем в современном обществе «Проект Венера» рассматривает как следствие условий жизни в денежной среде. Например, так как автоматизация облегчает ручной труд, заменяя его машинным, то при денежных отношениях это приводит к снижению общей покупательской способности из-за увеличения количества безработных людей и бесконтрольному использованию ресурсов ради получения прибыли. В ресурсо-ориентированной экономике автоматизация бы устранила необходимость в совершении рутинной работы и многократно повысила бы качество продукции, что дало бы больше времени на реализацию человеческого созидательного потенциала и улучшило бы уровень жизни всех людей на планете.

## Цели проекта
На официальном веб-сайте движения «Проектирование будущего» декларируются следующие цели «Проекта Венера»:
1. Всемирное признание природных ресурсов Земли достоянием всего человечества;
2. Отмена искусственных границ, разделяющих людей;
3. Переход от денежно-ориентированных национальных экономик отдельных стран к всемирной ресурсо-ориентированной экономике;
4. Стабилизация численности населения мира через повышение уровня образования и добровольного контроля рождаемости;
5. Восстановление окружающей среды;
6. Реконструкция городов, транспортных систем, сельскохозяйственных и промышленных предприятий в энергосберегающие, экологически чистые системы, способные удовлетворить потребности всех людей;
7. Постепенный полный отказ от таких форм управления как корпорации и правительства (местные, национальные или транснациональные);
8. Взаимообмен технологиями и использование их на благо всех народов;
9. Разработка и использование чистых возобновляемых источников энергии;
10. Изготовление продукции только высшего качества для всех людей в мире (например, через отказ от концепции планируемого устаревания);
11. Предварительное проведение исследований любых больших проектов по строительству на предмет возможных последствий воздействия на окружающую среду;
12. Поощрение творческого потенциала и созидательного начала в человеке во всех его проявлениях;
13. Избавление от пережитков прошлого (национализм, фанатизм) и предрассудков путём повышения уровня образования населения Земли;
14. Устранение любых видов элитаризма, включая технический;
15. Разработка методологий с помощью научных исследований, а не случайных мнений;
16. Создание нового языка общения на основе сближения его с окружающим миром (см. Общая семантика);
17. Обеспечение людей не только всем необходимым для жизни, но и воспитание индивидуальности с помощью задач, стимулирующих человеческий разум;
18. Интеллектуальная и эмоциональная подготовка людей к предстоящим изменениям.

## План действий
Темпы осуществления планов зависят от финансовых ресурсов, особенно на ранних стадиях реализации проекта, и от числа людей, которые будут достаточно о нём информированы. Предполагается, что рост числа сторонников проекта, а также автоматизация производства и, как следствие, снижение покупательной способности потребителя приведут к постепенному отмиранию денег и позволят перейти к новой общественной модели не революционным, а эволюционным путём.

### Первый этап

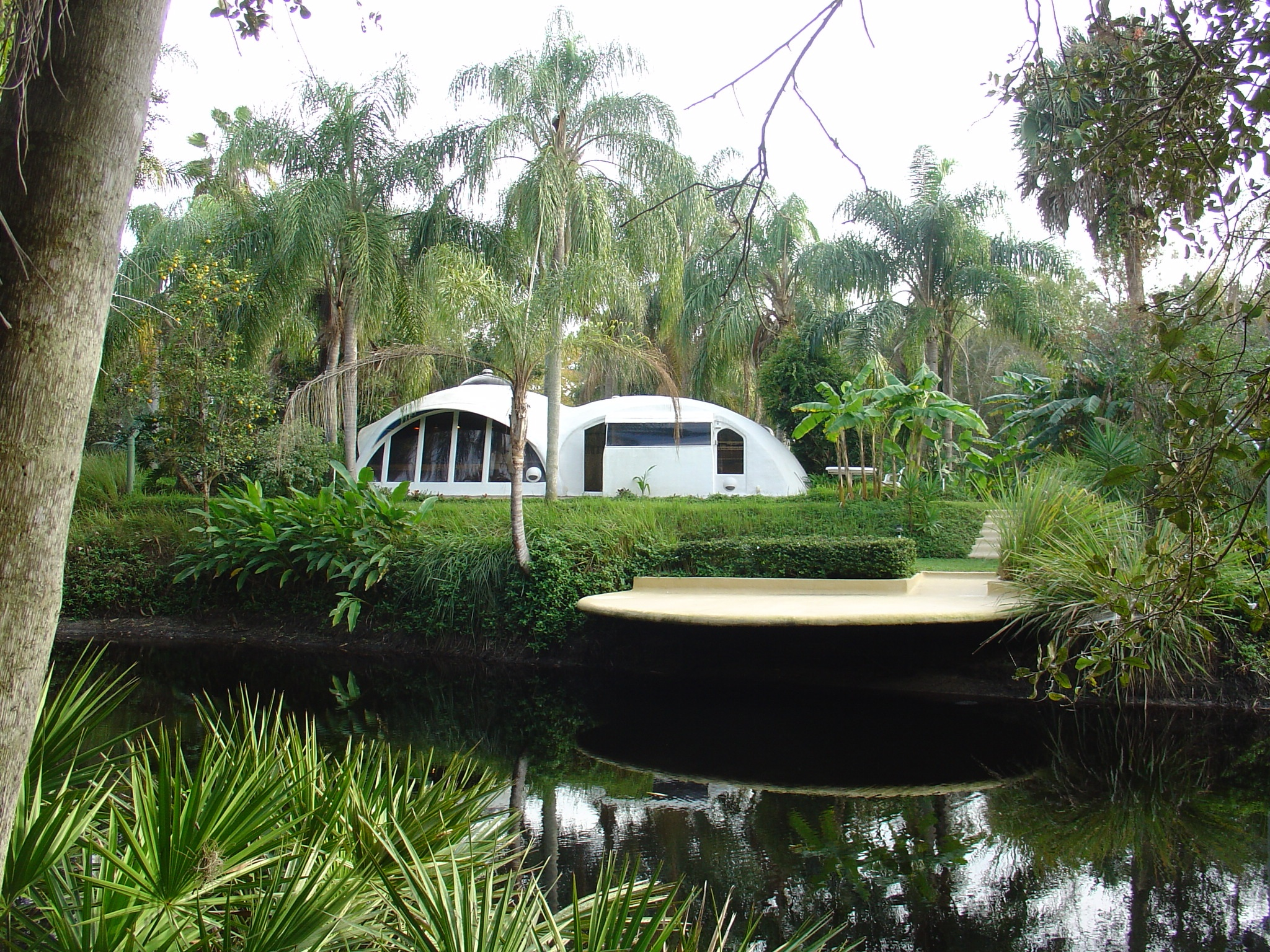
Исследовательский центр «Проекта Венера»

Первый этап сводится к информированию общественности о «Проекте Венера». Он уже частично реализован. Для информирования о проекте были выпущены видеозаписи, брошюры, флаеры, постеры, пресс-киты, книга «Лучшее не купишь за деньги» (англ. The Best That Money Can’t Buy), предоставляется возможность бесплатного дистанционного обучения. Международная команда переводчиков-добровольцев на начало 2013 года перевела основной сайт на тринадцать языков. Некоторые материалы, например, фильмы «Рай или забвение» и «Выбор за нами», уже переведены более чем на 25 языков.
Жаком Фреско и Роксаной Медоуз в рамках презентации проекта был построен исследовательский центр площадью десять гектаров в городе Винус, штат Флорида. Каждую субботу по центру организуются регулярные туры для посетителей. Предлагаемые «Проектом Венера» энергетические, транспортные и строительные технологии в действующем виде не представлены, что объясняется недостаточным количеством ресурсов для их реализации. У посетителей имеется возможность ознакомиться с макетами сооружений и задать вопросы Роксане Медоуз.

### Второй этап
23 января 2016 года был закончен полнометражный документальный фильм «Выбор за нами», который предшествует главному художественному фильму (художественный фильм на стадии сбора средств, сценарий уже написан), который должен ярко и наглядно показать, как будут работать предложенные нововведения в разных сферах по всему миру, и демонстрировать вариант общества, в котором человек, природа и технологии сосуществуют и развиваются в состоянии постоянного, устойчивого, динамического равновесия. Художественный фильм, по мнению Жака Фреско, должен создавать у зрителей позитивное ожидание мирного общества будущего, в котором все люди составляют одну большую семью на планете Земля.

### Третий этап
Создание экспериментального исследовательского города, который планируется построить на собираемые пожертвования и доходы от продажи ранее сделанных наработок, а также от дохода, полученного после выхода художественного фильма. В городе будут тестироваться новые технические и общественные идеи — это даст возможность увидеть их практическое воплощение и влияние на качество жизни. Предполагается, что несколько городов станут частью переходного периода и будут эволюционировать от полукооперирующих денежно-ориентированных сообществ к ресурсо-ориентированной экономической модели.

### Четвёртый этап
После того, как экспериментальный исследовательский город будет построен, будет планироваться работа над тематическим парком, который будет развлекать и информировать посетителей о сугубо человеческих типах поведения, а также о реакции окружающей среды на данные типы. Будут созданы предпосылки для постройки ряда AI-интегрированных циркулярных городов, домов, транспортных систем, не загрязняющих окружающую среду; разработки компьютерных технологий нового уровня и иных типов технологий, способствующих улучшению жизни всех людей на планете в кратчайшие сроки.

## Связь с движением «Дух времени»
«Проект Венера» получил широкую известность в 2008 году через фильмы «Дух времени: Приложение» и «Дух времени: Следующий шаг». Примерно с 2011 года «Проект Венера» позиционирует себя отдельно от движения «Дух времени» и говорит о независимости проекта и движения друг от друга по причине того, что под руководством Питера Джозефа движение «Дух Времени» не уделяло внимания нуждам «Проекта Венера» и не отражало предлагаемого им направления развития.

## Критика
Ответы на многие вопросы приведены как на официальных веб-сайтах организаций «Проект Венера» и «Проектирование будущего» в разделе часто задаваемых вопросов, так и в видеоматериалах. Однако неизвестно о наличии у «Проекта Венера» подробных работ или исследований по следующим вопросам:
- Как на практике должно обеспечиваться внедрение всех предложений «Проекта Венера» с учётом существующих реалий и ограничений?
- Какие новые проблемы может принести внедрение «Проекта Венера» и переход на ресурсо-ориентированную экономику, как они учтены в рамках предлагаемой концепции?

Из-за отсутствия конкретики предлагаемую концепцию крайне трудно фальсифицировать, что выводит её за рамки научной дискуссии. Также нет данных о независимых социологических, психологических и экономических исследованиях обоснованности концепции, хотя сторонники «Проекта Венера» утверждают, что он базируется на научной основе.

### Утопичность проекта
По мнению марксиста Александра Гаввы, «Проект Венера» является «утопическим социализмом 21 века». Он считает, что путь к преодолению экономических кризисов Жак Фреско видит в уничтожении денежной системы. Предлагается альтернатива частной собственности на средства производства. Предполагается, что в результате просвещения и пояснения люди должны сознательно избрать предлагаемый «Проектом Венера» путь развития. Сторонники оценки проекта как утопичного считают, что он не имеет экономической обоснованности и «не предлагает конкретного спланированного выхода из кризиса» — предполагается лишь, что после реализации «Проекта Венера» кризисов не будет, так как исчезнут предпосылки для их возникновения. Фреско предлагает сознательный отказ от использования денег в экономике, но критики проекта полагают, что такой сознательный подход является лишь одним из альтернативных вариантов субъективных действий, а не закономерным и неизбежным объективным процессом.
Николина Олсен-Рул в работе, написанной для Копенгагенского института исследований будущего (англ. Copenhagen Institute for Futures Studies), подмечает следующее: 

Для большинства людей обещания проекта звучат как недостижимая утопия, однако если вы узнаете о «Проекте Венера» больше, вы обнаружите удивительно большое количество аргументов, имеющих под собой научную основу, которые открывают целый новый мир возможностей.
Мортен Гронборг, также из Копенгагенского института исследований будущего, отмечает: 

Возможно, что современная интерпретация слова «утопия» звучит как обвинение, когда полимат и футурист Жак Фреско говорит, что … он не хочет называть работу всей его жизни — «Проект Венера» — утопией. В любом случае, эта фантастическая идея общества будущего содержит множество общих характеристик с утопией. Слово утопия имеет двойное значение, — на греческом это может означать как хорошее место (англ. eutopia), так и место несуществующее (англ. outopia). Именно «хорошее место» — это то, ради воплощения чего посвятил свою жизнь и за что борется Жак Фреско.